# سيمون غرين
سيمون غرين (19 مارس 1970 في المملكة المتحدة - ) (بالإنجليزية: Simon Green)‏ هو لاعب كريكت بريطاني. لعب مع نادي وارويكشاير للكريكيت ‏.

## وصلات خارجية
- سيمون غرين على موقع إي آس بي آن كريك إنفو (الإنجليزية)